# خلف بن أحمد
خَلَفُ بنُ أَحْمد بن مُحمَّد بن الليث السِّجستاني (326 هـ - 399 هـ)، الملك المحدث، صاحب سجستان، هو ملك وعالم وفقيه إسلامي. له إفضال كثير على أهل العلم والذي حكم حتى هزمه السلطان محمود الغزنوي وخلفه إبنه أبو حفص.

## حياته
ملك سجستان الملك المحدث، صاحب سجستان، خلف بن أحمد بن محمد بن الليث، السجستاني الفقيه، من جلة الملوك، له إفضال كثير على أهل العلم. وصل إلى الحكم بعد أن أخرج السامانيين من سجستان سنة 976م 
.
وسمع من: محمد بن علي الماليني صاحب عثمان بن سعيد الدارمي، ومن عبد الله بن محمد الفاكهي المكي، وأبي علي بن الصواف، وعلي بن بندار الصوفي.
روى عنه: أبو عبد الله الحاكم، وأبو يعلى بن الصابوني، وطائفة.
وانتخب عليه الدارقطني.
وامتدت دولته، ثم حاصره السلطان محمود بن سبكتكين، في سنة ثلاث وتسعين، وآذاه، وضيق عليه، فنزل بالأمان إليه، فبعثه مكرما في هيئة جيدة إلى الجوزجان، ثم بعد أربع سنين وصف للسلطان أنه يكاتب سلطان ما وراء النهر أيلك خان، فضيق عليه.

### هوامش
1. ↑  اختلف في نسب خلف بن أحمد فقيل: خلف بن أحمد من ولد عمرو بن الليث(انظر:تاريخ ابن خلدون) وقيل: خلف بن أحمد بن علي بن الليث(انظر: الأعلام) نسخة محفوظة 2023-12-24 على موقع واي باك مشين.